# Les Choristes (phim)
Les Choristes (tạm dịch: Dàn đồng ca) là một bộ phim chính kịch Pháp của đạo diễn Christophe Barratier, được công chiếu vào năm 2004. Phim được làm lại từ La Cage Aux Rossignols (1945) của Jean Dréville, một bộ phim dựa trên ý tưởng của René Wheeler và Georges Chaperot do René Wheeler và Noël-Noël viết kịch bản.

## Tóm tắt nội dung
Pierre Morhange, một nhạc trưởng nổi tiếng ở Hoa Kỳ, quay trở về Pháp sau khi biết tin mẹ mình mất ngay trước một buổi biểu diễn. Pépinot, người bạn vong niên của Morhange, đến tìm ông cùng với một quyển nhật ký viết về Clément Mathieu, người giám thị cũ của họ.
Tháng 1 năm 1949, Clément Mathieu, giáo viên âm nhạc đang thất nghiệp, được nhận vào làm giám thị trong trường nội trú nam sinh "Fond de L'étang". Tại đây, những phương pháp giáo dục của hiệu trưởng Rachin gây nhiều khó khăn trong việc ổn định học sinh. Nhờ vào việc tập hát cho học sinh, Clément đã thay đổi bầu không khí nặng nề nơi đây, mặc dù vị hiệu trưởng không hề thích phương pháp này. Ông đặc biệt chú ý đến Morhange bởi cậu có chất giọng trời cho và khuyên mẹ cậu nên để cậu thi vào Nhạc viện. Sau đó không lâu, ông đã phải lòng bà.
Một ngày nọ, khi vị hiệu trưởng vắng mặt, Clément dẫn bọn trẻ vào rừng cắm trại. Trong lúc họ đang vui chơi, Pascal Mondain, một học sinh cũ, đã phóng hỏa đốt trường để trả thù. Biết tin, hiệu trưởng Rachin liền quay trở về trường và đổ trách nhiệm lên đầu Clément. Sau đó, ông bị sa thải, nhưng lúc rời khỏi trường, tất cả học sinh đã thả rất nhiều máy bay giấy chứa lời cảm ơn của chúng xuống sân. Ngay khi vừa bước lên xe, Pépinot chạy đến và xin được đi theo ông. 
Sau khi Pépinot đi với Clément, Morhange cũng cùng mẹ chuyển đến Lyon, theo học ở Học viện Âm nhạc. Các đồng nghiệp cũ của Mathieu lên án phương pháp giáo dục của Rachin, vì vậy một cuộc thanh tra được thực hiện và vị hiệu trưởng bị sa thải. 

## Thông tin
- Tên: Les Choristes
- Đạo diễn: Christophe Barratier
- Kịch bản: 
  - dựa theo La Cage Aux Rossignols của Georges Chaperot và René Wheeler o	kịch bản phim La Cage Aux Rossignols: René Wheeler và Noël-Noël
  - kịch bản phim: Christophe Barratier và Philippe Lopes-Curval
- Sản xuất: Arthur Cohn, Nicolas Mauvernay, Jacques Perrin và Ruth Waldburger 
  - Đồng sản xuất: Léonard Glowinski, Gérard Jugnot và Romain Le Grand 
  - Giám đốc sản xuất: Michael Kuhn
- Công ty sản xuất: Vega Film, Banque Populaire Images 4, CP Medien AG, Canal+, Centre National de la Cinématographie (CNC), Dan Valley Film AG, France 2 Cinéma, Galatée Films, Novo Arturo Films, Pathé Renn Productions, Procirep
- Chụp hình: Jean-Jacques Bouhon, Dominique Gentil và Carlo Varini
- Dựng phim: Yves Deschamps
- Âm nhạc: Bruno Coulais
- Giọng: Les Petits Chanteurs de Saint Marc
- Trang trí: Francois Chauvaud
- Trang phục: Francoise Guégan
- Công ty phát hành: Pathé
- Ngân sách: 5 500 000 €
- Quốc gia: Pháp, Thụy Sĩ và Đức
- Ngôn ngữ: tiếng Pháp
- Thể loại: chính kịch
- Thời lượng: 96 phút
- Ngày công chiếu 
  - Pháp và Bỉ: ngày 17 tháng 3 năm 2004
  - Thụy Sĩ (khu vực nói tiếng Pháp): ngày 31 tháng 3 năm 2004
  - Luxembourg: ngày 19 tháng 3 năm 2004
  - Đức: ngày 2 tháng 9 năm 2004

## Phân vai
- Gérard Jugnot: Clément Mathieu, giám thị mới
- François Berléand: Rachin, hiệu trưởng hắc ám
- Kad Merad: Chabert, giáo viên thể dục
- Jeau-Paul Bonnaire: "cha" Maxence, dược sĩ
- Jean-Baptiste Maunier: Pierre Morhange, nam sinh với giọng hát thiên phú
- Marie Bunel: Violette Morhange, mẹ của Pierre
- Maxence Perrin: Pépinot, học sinh nhỏ nhất trường nội trú
- Grégory Gatignol: Pascal Mondain, nam sinh nổi loạn, nguy hiểm
- Thomas Blumenthal: Corbin, nam sinh nổi loạn, bạn với Mondain
- Cyril Bernicot: Le Querrec, người gài bẫy cha Maxence
- Simon Fargeot: Boniface, học sinh giỏi
- Théodule Carré-Cassaigne: Leclerc, "thủ lĩnh" học sinh
- Philippe du Janerand: ông Langlois, thầy dạy toán
- Carole Weiss: bà bá tước
- Erick Desmarestz: bác sĩ Dervaux
- Paul Chariéras: Régent, giám thị cũ
- Armen Godel: bác sĩ
- Monique Ditisheim: mẹ Marie
- Steve Gadler: trợ lý của Pierre Morhange
- Fabrice Dubusset: Carpentier
- Marielle Coubaillon: bà Rachin
- Violette Barratier: con gái của Rachin
- Lena Chalvon: con gái của Rachin
- Bruno Chassaing: bạn của Violette Morhange
- Colette Dupanloup: đầu bếp
- Didier Flamand: Pépinot lúc lớn
- Jacques Perrin: Pierre Morhange lúc lớn

## Xung quanh bộ phim
- Les Choristes là một trong những bộ phim thành công nhất trong lịch sử điện ảnh Pháp, thu hút 8,5 triệu lượt xem rạp trong 10 tuần công chiếu.
- Các ca khúc trong phim được thể hiện bởi Les Petits chanteurs de Saint-Marc do Nicolas Porte chỉ đạo, tại Lyon. Dàn đồng ca sau đó công diễn trên toàn nước Pháp và có nhiều chuyến lưu diễn ở nước ngoài, chủ yếu ở Tây Ban Nha, châu Á và Canada.
- Bộ phim được chiếu trên đài France 2 ngày 25 tháng 6 năm 2006 và thu hút được 11,5 triệu khán giả xem đài.
- Bộ phim là một phiên bản làm lại của La Cage aux rossignols (1945) do Jean Dréville và Noel-Noel với sự tham gia của dàn đồng ca Petits Chanteurs à la Croix de Bois.
- Đa số diễn viên nhí trong phim không phải là diễn viên chuyên nghiệp, họ được chọn từ các trường học trong vùng Clermont-Ferrand ở Auvergne, trừ hai người ở Paris.
- Maxence Perrin (Pépinot) là con của Jacques Perrin (vai Pierre Morhange lúc lớn) còn Jean-Baptiste Maunier là thành viên của Les Petits Chanteurs de Saint-Marc.
- Khác với La Cage aux rossignols, bộ phim không có một kết thúc có hậu. Mặc dù đó không phải là một cái kết buồn, nhưng lại là một kết thúc mở cho số phận của Clément Mathieu, của Pépinot, của những đứa trẻ trong dàn đồng ca và của cả Mondain.
- Thành công của bộ phim một phần lớn nhờ vào âm nhạc, được sáng tác bởi Bruno Coulais.
- Thành công này đã khiến công chúng chú ý hơn đến các dàn hợp xướng, đặc biệt là dàn đồng ca thiếu nhi, một loại hình biểu diễn đang dần mai một.